# قاي إيست
قاي إيست (بالإنجليزية: Guy East)‏ هو دراج أمريكي، ولد في 18 أكتوبر 1987 في إنديانابوليس في الولايات المتحدة.

## وصلات خارجية
- قاي إيست على موقع أرشيف الدراجات (الإنجليزية)
- قاي إيست على موقع إحصائيات الدراجات الإحترافية (الإنجليزية)